# Андријана Виденовић
Андријана Виденовић (Приштина, 1. септембар 1964) српска је позоришна, филмска и гласовна глумица и редовни професор за ужу уметничку област Дикција на Факултету уметности Универзитета у Приштини.

## Биографија
Глуму је дипломирала на Факултету драмских уметности у Београду, у класи професора Миленка Маричића.
Од 1984. године играла у Југословенском драмском позоришту, КПГТ, КУЛТ театру, Дому омладине у Београду и Звездара театру.

## Улоге
| Год.       | Назив                         | Улога                                 |
| ---------- | ----------------------------- | ------------------------------------- |
| 1980.-те   |                               |                                       |
| 1984.      | Не тако давно                 |                                       |
| 1984.      | Прока                         |                                       |
| 1984.      | Варљиво лето '68              | Невена Морено, професорка социологије |
| 1984.      | Варљиво лето ’68 (ТВ серија)  | Невена Морено, професорка социологије |
| 1985.      | Ерицијада                     | Јелица                                |
| 1986.      | Свечана обавеза               | Зоранова сестра                       |
| 1986.      | Сиви дом                      | Лолика                                |
| 1987.      | Живот радника                 |                                       |
| 1987.      | Шумановић — комедија уметника | Кики де Монпарнас                     |
| 1988.      | Дечји бич                     | девојка из воза                       |
| 1988.      | Смрт годишњег доба            | Лина                                  |
| 1990.-те   |                               |                                       |
| 1991.      | Вирџина                       | Лаура                                 |
| 1992.      | Велика фрка                   | Нина                                  |
| 1997.      | Рођени сјутра                 | Милена                                |
| 1997.      | Балканска правила             | монахиња                              |
| 2000.-те   |                               |                                       |
| 2001.      | L' Impero                     |                                       |
| 2006.      | I figli strappati             |                                       |
| 2007—2008. | Љубав и мржња                 | Катарина                              |
| 2012.      | Не газите туђе снове          | Професорка математике                 |
| 2025.      | Ургентни центар               | Дуња (Мајка Вука Тешића)              |